# Chicho Sibilio
Cándido Antonio Chicho Sibilio Hughes (San Cristóbal, República Dominicana, 3 de octubre de 1958-San Gregorio de Nigua, provincia de San Cristóbal, Rep. Dominicana, 10 de agosto de 2019) fue un baloncestista dominicano nacionalizado español.
Pasó varios años de su carrera en el F. C. Barcelona, club en el que consiguió varios títulos. Fue poseedor de diversas marcas personales todavía vigentes en la Liga ACB. Participó en 87 encuentros de la selección de baloncesto de España.

## Sus inicios
Chicho Sibilio empezó a jugar a baloncesto en su país natal de la República Dominicana y con 17 años fue convocado por la selección nacional de su país, con la que disputó el Centrobasket 1975, celebrado en Santo Domingo. Compartió selección con otras leyendas del básquet dominicano como Vinicio Muñoz y Hugo Cabrera. En aquella época Sibilio jugaba de pívot. Pese a ser los locales, los dominicanos solo pudieron alcanzar la cuarta plaza en un torneo que ganaría México por delante de Puerto Rico y Cuba.
Fue fichado por el F. C. Barcelona, que lo incorporó, de entrada, a sus categorías inferiores. En el Colegio Alpe de Barcelona, filial del club azulgrana, se proclamó Campeón del Mundo Escolar.[cita requerida]

## F. C. Barcelona
Con el F. C. Barcelona permaneció trece años, entre 1976 y 1989. En 1977, se nacionalizó español, y se incorporó al primer equipo. 
Promedió, en el conjunto de sus trece años como azulgrana, 18,8 puntos por partido. La incorporación de la línea de 6,25, con la regla del tiro de tres puntos, todavía subrayó más su labor. Era un auténtico especialista en el tiro de tres: promedió un 45 % de acierto en esta parcela.[cita requerida]
Tuvo como compañeros a Solozábal o Epi en el F. C. Barcelona donde juntos conquistaron 16 títulos del máximo nivel:
- 5 x  Liga ACB: 1981, 1983, 1987, 1988 y 1989
- 8 x Copa del Rey de Baloncesto: 1978, 1979, 1980, 1981, 1982, 1983, 1987, 1988.
- 1 Cop Príncipe de Asturias: 1988.
- 2 Recopa: 1985 y 1986.
- 1 Copa Korac: 1987.
- 1 Mundial de clubes: 1985
- 1 Supercopa de Europa:1986

No pudo conseguir ganar la Copa de Europa, pese a jugar la final de Ginebra en la temporada 1983-84 y la final four de la temporada 1988-89 disputada en Múnich.
Tras perder esa Final Four deja el club en plena crisis, tras enfrentarse abiertamente con el entrenador Aíto García Reneses, con quien mantenía una difícil relación hacía tiempo a causa de jugar menos minutos.

## Taugrés Vitoria
Tras el Barcelona marcha a Vitoria, donde se convertiría durante los siguientes cuatro años en la gran estrella del equipo local, el Taugrés. Allí pudo disfrutar, entre 1989 y 1993, sus últimos cuatro años de profesional con la tranquilidad que daba vivir y jugar en un equipo sin la presión de un grande como el Barcelona.
No conquistó títulos, pero pudo alcanzar algunas distinciones personales. El 15 de octubre de 1992, temporada 1991-1992, consiguió convertirse en el primer jugador en alcanzar los 650 triples anotados en la historia de la Liga ACB.
El 4 de abril de 1993 batió otro récord: fue el primer jugador de la historia de la Liga ACB en llegar a los 6000 puntos anotados. Al final de la temporada 1992-1993, con 34 años, abandonó la disciplina del Taugrés y el baloncesto en activo. Argumentó que ya había dado al baloncesto todo lo que llevaba dentro. 

## Selección Española
Sibilio fue miembro habitual, con algunas excepciones, de la selección de baloncesto de España durante 7 años, entre 1980 y 1987.
Cumplidos los tres años desde su nacionalización, debutó con la selección española absoluta el 9 de julio de 1980 en los Juegos Olímpicos de Moscú frente a la selección de la URSS, anotando 17 puntos. La selección española finalizó en cuarta posición en esos Juegos Olímpicos.
Su mayor éxito con la selección fue contribuir a conquistar la medalla de plata en el Eurobasket de 1983.
En 1984, a pesar de ser convocado para el preolímpico, decidió renunciar a dicha convocatoria y a los Juegos Olímpicos de Los Ángeles con la selección española, torneo en el que sus compañeros consiguieron la medalla de plata.
Con el equipo español participó en otros tres Eurobasket (Praga’81, Stuttgart’85 y Atenas’87) y en dos Mundobasket (Colombia’82 y España'86), en ninguno de los cuales la selección obtuvo medalla.
Después de Atenas’87 tuvo algunos roces con la Federación Española, negándose a acudir a las convocatorias de la selección si no se le compensaba económicamente la imposibilidad de disputar durante los veranos la liga de su país. No volvió a ser convocado.
Juega su último partido con la selección el 28 de enero de 1987 en Trieste, frente a la Selección de baloncesto de Italia anotando 2 puntos.
Con la Selección disputó un total de 87 partidos, anotando 1.324 puntos.

## Retorno a República Dominicana
En 1993, retirado como jugador, regresó a su país natal, con el que nunca había perdido el contacto. Durante su carrera profesional siempre había intentado combinar sus obligaciones profesionales en España con la posibilidad de disputar las ligas regionales de la República Dominicana, jugando con los Astro Boys o el Deportivo Naco.
Pese a que en un principio anunció su intención de no ser entrenador, pronto empezó a dirigir a jóvenes de equipos de categorías inferiores. También fue dirigente del equipo del club Juan Pablo Duarte en el baloncesto de San Francisco de Macorís. Posteriormente llegaría a entrenar a un equipo de la Liga de la República Dominicana, los Cañeros de La Romana.
En el año 2000 la Federación Dominicana de Baloncesto lo incluyó a su cuerpo técnico. Empezó entrenando a la selección juvenil.
En 2003, sin desligarse de la Federación, con la que siguió colaborando, puso en marcha un ambicioso proyecto: la creación en Santo Domingo de una escuela de baloncesto de alto rendimiento para formar a los jóvenes jugadores con más talento, y ayudarles a tener proyección en este deporte. La escuela de Sibilio cuenta actualmente con 50 chicos de entre 14 y 22 años que son la élite del baloncesto dominicano.
Falleció en su isla natal en agosto de 2019, a consecuencia de las complicaciones relacionadas con una diabetes que ya llevaba tiempo aquejándole.

## Logros individuales
- Primer jugador en conseguir la marca histórica de 650 triples en la Liga ACB (15.10.92)
- Primer jugador en conseguir la marca histórica de 6000 puntos en la Liga ACB (04.04.93)
- Máximo anotador de triples de la Liga ACB en las temporadas 1986-87 y 1987-88
- Nombrado mejor sexto hombre de la Liga ACB, en la temporada 1989-90, por la revista “Gigantes del Basket”.
- Poseedor de un promedio de 17 puntos por partido (44% de acierto en tiros de 3, 58% en tiros de 2 y 79% en tiros de 1).
- Participante en el ACB All Star de Vigo-87
- Participante en el ACB All Star de Zaragoza-90, en el que fue escogido MVP.
- Integrante en varias ocasiones de la Selección Europea
- En 2003 fue seleccionado para ingresar en el Pabellón de la Fama del Deporte Dominicano.
- Campeón del Mundo Escolar con el Colegio Alpe de Barcelona.